# 햄 (침팬지)

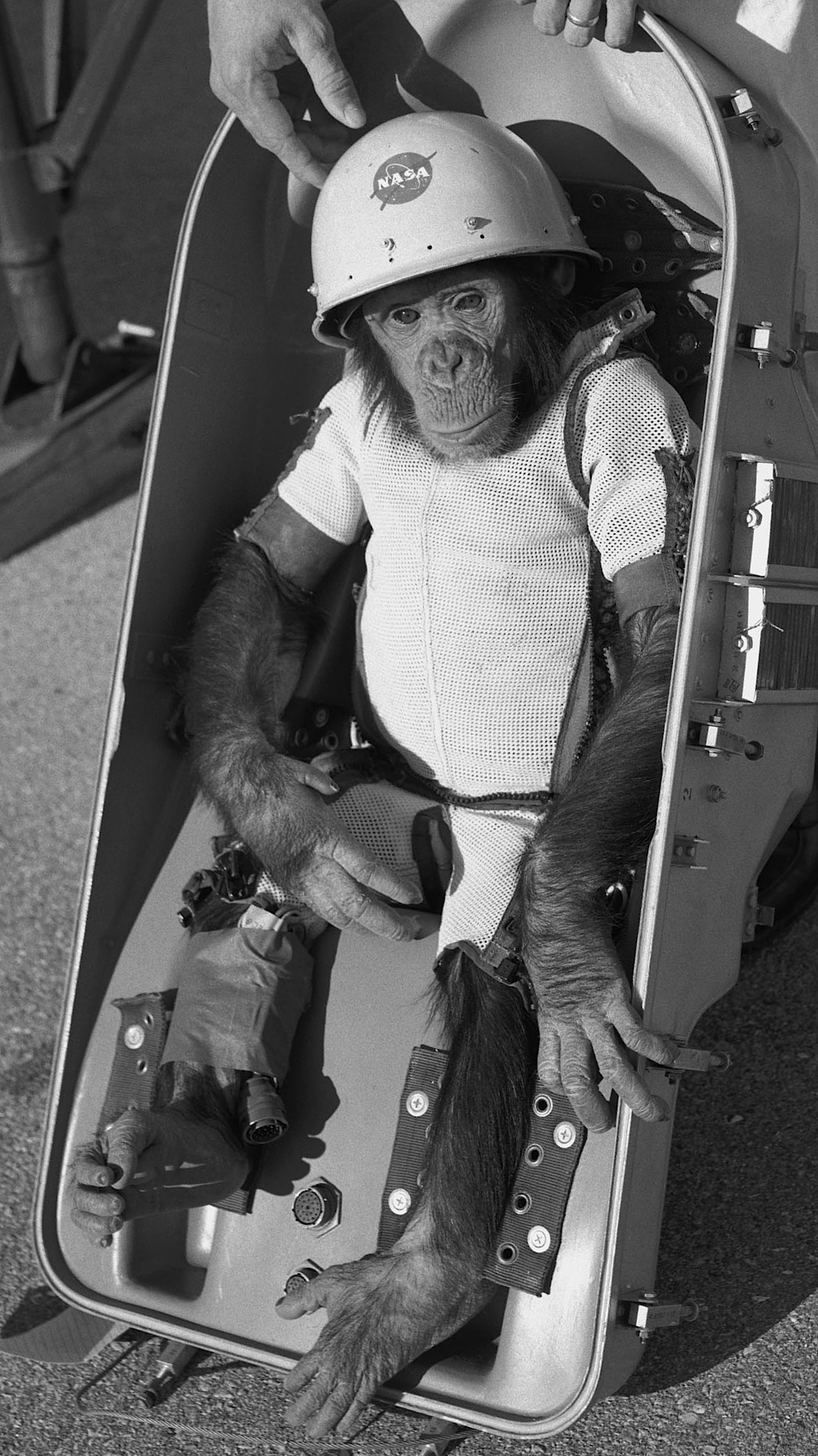
침팬지 햄.

햄(1956년 7월 ~ 1983년 1월 19일)은 침팬지이다. 1961년 1월 31일, 머큐리-레드스톤 2호에 탑승하여 우주로 나간 최초의 유인원으로 잘 알려져 있다.
우주로의 비행 후에는 워싱턴 D.C.에 있는 미국 국립동물원에서 17년을 살았다.

## 같이 보기
- 우주 실험 동물
- 라이카 (개)
- 유리 가가린
- 펠리세트
- 우주 비행